# Trijntje Reidinga
Trijntje Johannes Reidinga (Goengahuizen, 7 april 1799 - Idaarderadeel, 18 december 1869) was een Nederlandse schaatsster (hardrijdster op de schaats).

## Biografie
Reidinga komt uit een boerengezin en trouwde op 26 september 1825 met Piebe Pieters de Jong in Grouw. Met hem kreeg ze vijf zonen en drie dochters.
Reidinga was een van de bekendste hardrijdsters op de schaats in haar tijd. Reidinga deed nog mee met schaatswedstrijden nadat zij moeder was geworden.